# Budapest Cowbells 2021
Questa voce raccoglie le informazioni riguardanti i Budapest Cowbells nelle competizioni ufficiali della stagione 2021.

## Maschile

### Prima squadra

#### Hungarian Football League 2021

##### Stagione regolare
| Budapest 16 maggio 2021 2ª giornata | Budapest Cowbells | 0 – 20 (0-6, 0-14, 0-0, 0-0) | Fehérvár Enthroners | Stadio Tichy |

| Budapest 22 maggio 2021 Recupero 1ª giornata | Budapest Wolves | 30 – 13 (3-0, 9-13, 7-0, 11-0) | Budapest Cowbells | Stadio Tichy |

| Budapest 30 maggio 2021 3ª giornata | Budapest Cowbells | 14 – 41 (0-7, 0-28, 8-6, 6-0) | Győr Sharks | Stadio Tichy |

#### Statistiche di squadra
| Competizione      | %Vittorie | In casa | In casa | In casa | In casa | In casa | In casa | In trasferta | In trasferta | In trasferta | In trasferta | In trasferta | In trasferta | Totale | Totale | Totale | Totale | Totale | Totale |
| Competizione      | %Vittorie | G       | V       | N       | P       | Pf      | Ps      | G            | V            | N            | P            | Pf           | Ps           | G      | V      | N      | P      | Pf     | Ps     |
| ----------------- | --------- | ------- | ------- | ------- | ------- | ------- | ------- | ------------ | ------------ | ------------ | ------------ | ------------ | ------------ | ------ | ------ | ------ | ------ | ------ | ------ |
| Stagione regolare | .000      | 2       | 0       | 0       | 2       | 14      | 61      | 1            | 0            | 0            | 1            | 13           | 30           | 3      | 0      | 0      | 3      | 27     | 91     |
| Totale            | .000      | 2       | 0       | 0       | 2       | 14      | 61      | 1            | 0            | 0            | 1            | 13           | 30           | 3      | 0      | 0      | 3      | 27     | 91     |

### Seconda squadra

#### Divízió I 2021

##### Stagione regolare
| 24 aprile 2021 4ª giornata | Budapest Cowbells 2 | 16 – 13 | VSD Rangers |  |

| 23 maggio 2021 7ª giornata | Budapest Titans | 14 – 35 | Budapest Cowbells 2 |  |

| 5 giugno 2021 9ª giornata | Szombathely Crushers | 14 – 27 | Budapest Cowbells 2 |  |

| 13 giugno 2021 10ª giornata | DEAC Gladiators | 49 – 26 | Budapest Cowbells 2 |  |

| 20 giugno 2021 11ª giornata | Budapest Cowbells 2 | 0 – 55 | Miskolc AFT |  |

##### Playoff
| 3 luglio 2021 Semifinale | Budapest Cowbells 2 | 40 – 28 | DEAC Gladiators |  |

| Nyúl 17 luglio 2021 Pannon Bowl | Miskolc AFT | 43 – 22 | Budapest Cowbells 2 |  |

#### Statistiche di squadra
| Competizione      | %Vittorie | In casa | In casa | In casa | In casa | In casa | In casa | In trasferta | In trasferta | In trasferta | In trasferta | In trasferta | In trasferta | Totale | Totale | Totale | Totale | Totale | Totale |
| Competizione      | %Vittorie | G       | V       | N       | P       | Pf      | Ps      | G            | V            | N            | P            | Pf           | Ps           | G      | V      | N      | P      | Pf     | Ps     |
| ----------------- | --------- | ------- | ------- | ------- | ------- | ------- | ------- | ------------ | ------------ | ------------ | ------------ | ------------ | ------------ | ------ | ------ | ------ | ------ | ------ | ------ |
| Stagione regolare | .600      | 2       | 1       | 0       | 1       | 16      | 68      | 3            | 2            | 0            | 1            | 88           | 77           | 5      | 3      | 0      | 2      | 104    | 145    |
| Playoff           | .500      | 1       | 1       | 0       | 0       | 40      | 28      | 1            | 0            | 0            | 1            | 22           | 43           | 2      | 1      | 0      | 1      | 62     | 71     |
| Totale            | .571      | 3       | 2       | 0       | 1       | 56      | 96      | 4            | 2            | 0            | 2            | 110          | 120          | 7      | 4      | 0      | 3      | 166    | 216    |

### Terza squadra

#### Divízió II 2021

##### Stagione regolare
| 11 aprile 2021 1ª giornata | Újpest Bulldogs | 20 – 0 (a tavolino) | Rebels Oldboys |  |

| 8 maggio 2021 3ª giornata | Rebels Oldboys | 0 – 20 (a tavolino) | Jászberény Wolverines |  |

| 22 maggio 2021 5ª giornata | Levelek Spartans | 20 – 0 (a tavolino) | Rebels Oldboys |  |

| 6 giugno 2021 7ª giornata | Dunaújváros Gorillaz | 20 – 0 (a tavolino) | Rebels Oldboys |  |

| 27 giugno 2021 10ª giornata | Rebels Oldboys | 0 – 20 (a tavolino) | CFS Guardians |  |

#### Statistiche di squadra
| Competizione      | %Vittorie | In casa | In casa | In casa | In casa | In casa | In casa | In trasferta | In trasferta | In trasferta | In trasferta | In trasferta | In trasferta | Totale | Totale | Totale | Totale | Totale | Totale |
| Competizione      | %Vittorie | G       | V       | N       | P       | Pf      | Ps      | G            | V            | N            | P            | Pf           | Ps           | G      | V      | N      | P      | Pf     | Ps     |
| ----------------- | --------- | ------- | ------- | ------- | ------- | ------- | ------- | ------------ | ------------ | ------------ | ------------ | ------------ | ------------ | ------ | ------ | ------ | ------ | ------ | ------ |
| Stagione regolare | .000      | 2       | 0       | 0       | 2       | 0       | 40      | 3            | 0            | 0            | 3            | 0            | 60           | 5      | 0      | 0      | 5      | 0      | 100    |
| Totale            | .000      | 2       | 0       | 0       | 2       | 0       | 40      | 3            | 0            | 0            | 3            | 0            | 60           | 5      | 0      | 0      | 5      | 0      | 100    |